# Sex ’n’ Roll
Sex 'n' Roll – trzeci album polskiej grupy punkowej The Bill, wydany w 1995 roku, nakładem wytwórni Polton. Ponownie wydany w roku 2006 przez Agencję Artystyczną MTJ.

## Lista utworów
1. "Lego" – 2:48
2. "Mam dwie lewe ręce" – 2:25
3. "Piosenka 1" – 4:12
4. "Piosenka 2" – 2:41
5. "Piosenka 3" – 3:21
6. "Piosenka 4" – 4:29
7. "Dziki Zachód" – 2:47
8. "Historia pewnej miłości" – 3:21
9. "Pop-kulture"– 4:31
10. "Barbi" – 3:00
11. "Kibel II" – 3:40
12. "Kibel (Mix)" – 4:03
13. "Aplauz" – 0:42

## Skład zespołu
- Dariusz "Kefir" Śmietanka – gitary, wokal
- Artur "Soko" Soczewica – gitara basowa, wokal
- Robert "Mielony" Mielniczuk – perkusja

gościnnie
- Poldek – instrumenty klawiszowe